# Lacoma
Lacoma – stacja początkowa metra w Madrycie, na linii 7. Znajduje się w dzielnicy Fuencarral-El Pardo, w Madrycie i zlokalizowana jest pomiędzy stacjami Pitis i Avenida de la Ilustración. Została otwarta 29 marca 1999.